# Serie A2 2011-2012 (calcio femminile)
La Serie A2 2011-2012 è stata la decima edizione della Serie A2, la seconda serie del campionato italiano femminile di calcio. La Fortitudo Mozzecane, il Graphistudio Pordenone, il Grifo Perugia e il Napoli, vincitori dei rispettivi gironi, e il Siena, vincitore dello spareggio promozione, sono stati promossi in Serie A.
Il campionato è iniziato ufficialmente il 9 ottobre 2011. L'orario delle gare, esclusi anticipi e posticipi è stato il seguente: dal 4 settembre alle ore 15:00, dal 30 ottobre alle ore 14:30, dal 25 marzo nuovamente alle 15:00, mentre le gare di play-off e play-out si sono disputate in orario da definire. Il campionato si è concluso il 20 maggio 2012.
A partire da questa stagione il campionato è stato allargato a quattro gironi, di cui tre a quattordici squadre (A-B-C) ed uno ad undici (D).
I calendari sono stati presentati sabato 17 settembre 2011 alle ore 12:00, in una cerimonia ufficiale presso l'hotel Tiber di Fiumicino, alla presenza del Presidente della L.N.D. Carlo Tavecchio e di altri dirigenti con la partecipazione del sindaco di Fiumicino, Mario Canapini.

## Stagione

### Novità
Dalla Serie A2 2010-2011 sono state promosse in Serie A il Milan, il Riviera di Romagna e il ripescato Como 2000, mentre dalla Serie A 2010-2011 sono stati retrocessi in Serie A2 il Südtirol Vintl e l'Orlandia97.
Dalla Serie B 2010-2011 sono state inizialmente promosse in Serie A2 14 squadre, che hanno preso il posto delle retrocesse Entella ed Enodoro Marsala. In seguito, hanno rinunciato all'iscrizione in Serie A2 Exto Schio 06, Olbia e Vis Francavilla Fontana. Con l'allargamento della Serie A2 e la soppressione della Serie B, tutte le restanti squadre di Serie B sono state ammesse alla Serie A2 fino a raggiungere le 53 squadre partecipanti.

### Formula
Vi hanno partecipato 53 squadre divise in quattro gironi (tre da 14 squadre, uno da 11). Le prime di ogni girone sono state promosse direttamente in Serie A, mentre le seconde si sono affrontate in gare di play-off in gara secca su campo neutro per decretare la quinta promozione.
Le ultime dei quattro gironi sono retrocesse in Serie C regionale, mentre altre 7 squadre sono retrocesse tramite i play-out: nei primi tre gironi (a 14 squadre), i play-out si sono disputati tra 10ª-13ª e 11ª-12ª, con le due sconfitte che sono retrocesse in Serie C. Nel girone D (a 11 squadre), i play-out sono avvenuti tra 7ª-10ª e 8ª-9ª, con un ulteriore play-out tra le due sconfitte per determinare la seconda retrocessa.
In tutti e quattro i gironi, in caso di scarto maggiore ai 9 punti tra due squadre che si sarebbero dovute affrontare nei play-out, questo non aveva luogo e si considerava già sconfitta (e dunque direttamente retrocessa nei gironi A, B e C, o direttamente all'ultimo play-out nel girone D) la squadra distaccata di almeno 10 punti.

## Girone A

### Squadre partecipanti
| Club                              | Città            | Stagione 2010-2011            |
| --------------------------------- | ---------------- | ----------------------------- |
| A.C.F. Alessandria                | Alessandria      | 5º posto in Serie A2/A        |
| A.S.D. Anima e Corpo Orobica C.F. | Azzano San Paolo | 4º posto in Serie B/A         |
| P.C.A. Atalanta Femminile         | Bergamo          | 4º posto in Serie A2/A        |
| A.S.D. Atletico Oristano C.F.     | Oristano         | 6º posto in Serie A2/A        |
| G.S. C.F. Caprera                 | Caprera          | 11º posto in Serie B/A        |
| A.C.P. Cuneo San Rocco Femminile  | Cuneo            | 7º posto in Serie A2/A        |
| A.S.D. Fiammamonza 1970           | Monza            | 10º posto in Serie A2/A       |
| A.S.D. Fortitudo Mozzecane C.F.   | Mozzecane        | 4º posto in Serie A2/B        |
| C.S.D. Franciacorta               | Erbusco          | 1º posto in Serie C Lombardia |
| A.S.D.F. Inter Milano             | Milano           | 2º posto in Serie B/A         |
| A.S.D.F. Juventus Torino          | Torino           | 9º posto in Serie A2/A        |
| A.S.D. Real Meda C.F.             | Meda             | 3º posto in Serie B/A         |
| A.S.D. Romagnano                  | Romagnano Sesia  | 1º posto in Serie C Piemonte  |
| F.C.F. Tradate Abbiate            | Tradate          | 8º posto in Serie A2/A        |

### Classifica finale
|  | Pos. | Squadra             | Pt | G  | V  | N | P  | GF | GS | DR  |
|  | ---- | ------------------- | -- | -- | -- | - | -- | -- | -- | --- |
|  | 1.   | Fortitudo Mozzecane | 70 | 26 | 22 | 4 | 0  | 95 | 27 | +68 |
|  | 2.   | Fiamma Monza        | 67 | 26 | 21 | 4 | 1  | 63 | 16 | +47 |
|  | 3.   | Inter Milano        | 51 | 26 | 15 | 6 | 5  | 69 | 26 | +73 |
|  | 4.   | Alessandria         | 51 | 26 | 15 | 6 | 5  | 53 | 22 | +31 |
|  | 5.   | Real Meda           | 48 | 26 | 14 | 6 | 6  | 52 | 30 | +22 |
|  | 6.   | Atalanta            | 42 | 26 | 12 | 6 | 8  | 48 | 43 | +5  |
|  | 7.   | Orobica             | 40 | 26 | 12 | 4 | 10 | 45 | 43 | +2  |
|  | 8.   | Cuneo San Rocco     | 36 | 26 | 10 | 6 | 10 | 63 | 62 | +1  |
|  | 9.   | Franciacorta        | 28 | 26 | 8  | 4 | 14 | 42 | 47 | -5  |
|  | 10.  | Tradate Abbiate     | 23 | 26 | 6  | 5 | 15 | 26 | 50 | -24 |
|  | 11.  | Juventus Torino     | 20 | 26 | 6  | 2 | 18 | 28 | 65 | -37 |
|  | 12.  | Atletico Oristano   | 15 | 26 | 4  | 3 | 19 | 25 | 74 | -49 |
|  | 13.  | Romagnano           | 13 | 26 | 4  | 1 | 21 | 29 | 70 | -41 |
|  | 14.  | Caprera             | 13 | 26 | 4  | 1 | 21 | 20 | 83 | -63 |

Legenda:

      Promossa in Serie A 2012-2013.
  Ammessa agli spareggi promozione.
  Ammessa agli spareggi retrocessione.
      Retrocessa in Serie C 2012-2013.
Note:

Tre punti a vittoria, uno a pareggio, zero a sconfitta.

### Spareggi retrocessione
|                 | Risultati |                   | Luogo e data                    |  |
| --------------- | --------- | ----------------- | ------------------------------- |  |
| Tradate Abbiate | n.d.      | Romagnano         | [ 5 ]                           |  |
| Juventus Torino | 1 - 2     | Atletico Oristano | Torino Mirafiori, 3 giugno 2012 |  |
|                 |           |                   |                                 |  |

## Girone B

### Squadre partecipanti
| Club                            | Città                  | Stagione 2010-2011     |
| ------------------------------- | ---------------------- | ---------------------- |
| A.S.D. S.S.V. Brixen OBI        | Bressanone             | 9º posto in Serie B/A  |
| A.S.D. Castelvecchio            | Savignano sul Rubicone | 4º posto in Serie B/B  |
| A.S.D. Gordige Calcio Ragazze   | Cavarzere              | 1º posto in Serie B/A  |
| A.C.F.D. Graphistudio Pordenone | Pordenone              | 3º posto in Serie A2/B |
| A.C.F. Mestre 1999              | Mestre                 | 6º posto in Serie B/A  |
| Net.Uno Venezia Lido            | Venezia                | in Serie C Veneto      |
| A.S.D. San Carlo Pontevi        | Padova                 | in Serie C Veneto      |
| U.S.D. San Zaccaria             | Ravenna                | 1º posto in Serie B/B  |
| C.F. Südtirol Vintl Damen       | Vintl / Vandoies       | 13º posto in Serie A   |
| A.S.D. Union Villanova          | Falzè di Piave         | 10º posto in Serie B/A |
| A.S.D. Valpo Pedemonte          | San Pietro in Cariano  | 7º posto in Serie B/A  |
| A.S.D. Vicenza C.F.             | Vicenza                | 6º posto in Serie A2/B |
| U.S.C.F. Vittorio Veneto        | Vittorio Veneto        | 5º posto in Serie B/A  |
| Ženský-Padova                   | Padova                 | 8º posto in Serie B/A  |

### Classifica finale
|  | Pos. | Squadra              | Pt | G  | V  | N | P  | GF | GS | DR  |
|  | ---- | -------------------- | -- | -- | -- | - | -- | -- | -- | --- |
|  | 1.   | Pordenone            | 67 | 26 | 21 | 4 | 1  | 75 | 12 | +63 |
|  | 2.   | Südtirol Vintl       | 62 | 26 | 20 | 2 | 4  | 78 | 20 | +58 |
|  | 3.   | Gordige              | 61 | 26 | 19 | 4 | 3  | 63 | 30 | +33 |
|  | 4.   | San Zaccaria         | 51 | 26 | 15 | 6 | 5  | 51 | 26 | +25 |
|  | 5.   | Vittorio Veneto      | 38 | 26 | 11 | 5 | 10 | 48 | 36 | +12 |
|  | 6.   | Valpo Pedemonte      | 36 | 26 | 11 | 3 | 12 | 36 | 36 | 0   |
|  | 7.   | Union Villanova      | 32 | 26 | 9  | 5 | 12 | 33 | 40 | -7  |
|  | 8.   | Mestre 1999          | 32 | 26 | 9  | 5 | 12 | 40 | 51 | -11 |
|  | 9.   | Ženský-Padova        | 29 | 26 | 7  | 8 | 11 | 37 | 57 | -20 |
|  | 10.  | Castelvecchio        | 26 | 26 | 6  | 8 | 12 | 43 | 63 | -20 |
|  | 11.  | Brixen OBI           | 25 | 26 | 7  | 4 | 15 | 29 | 48 | -19 |
|  | 12.  | San Carlo Pontevi    | 21 | 26 | 6  | 4 | 16 | 29 | 62 | -33 |
|  | 13.  | Vicenza              | 20 | 26 | 5  | 5 | 16 | 27 | 62 | -35 |
|  | 14.  | Net.Uno Venezia Lido | 11 | 26 | 2  | 5 | 19 | 29 | 75 | -46 |

Legenda:

      Promossa in Serie A 2012-2013
 Ammessa agli spareggi promozione
 Ammessa agli spareggi retrocessione
      Retrocessa in Serie C 2012-2013
Note:

Tre punti a vittoria, uno a pareggio, zero a sconfitta.

### Spareggi retrocessione
|               | Risultati      |                   | Luogo e data                           |  |
| ------------- | -------------- | ----------------- | -------------------------------------- |  |
| Castelvecchio | 1 - 0          | Vicenza           | Savignano sul Rubicone, 27 maggio 2012 |  |
| Brixen OBI    | 3 - 1 (d.t.s.) | San Carlo Pontevi | Bressanone, 27 maggio 2012             |  |
|               |                |                   |                                        |  |

## Girone C

### Squadre partecipanti
| Club                          | Città       | Stagione 2010-2011           |
| ----------------------------- | ----------- | ---------------------------- |
| ANSPI Marsciano C.F.          | Marsciano   | 11º posto in Serie B/B       |
| A.C.F. Cagliari               | Cagliari    | 1º posto in Serie C Sardegna |
| A.S.D. Foligno C.F.           | Foligno     | 1º posto in Serie C Umbria   |
| A.F.D. Grifo Perugia          | Perugia     | 5º posto in Serie A2/B       |
| Imolese Femminile A.C.F.D.    | Imola       | 9º posto in Serie A2/B       |
| S.C. Molassana Boero A.S.D.   | Genova      | 1º posto in Serie C Liguria  |
| A.C. Olimpia Forlì            | Forlì       | 8º posto in Serie B/B        |
| A.S.D. Olimpia Vignola Calcio | Vignola     | 7º posto in Serie B/B        |
| A.S.D. Packcenter Imola C.F.  | Imola       | 2º posto in Serie A2/B       |
| C.F. Scalese A.S.D.           | San Miniato | 1º posto in Serie C Toscana  |
| A.S.D. Sestrese Athletic C.F. | Genova      | 3º posto in Serie A2/A       |
| A.S.D. Siena C.F.             | Siena       | 8º posto in Serie A2/B       |
| G.S.F. Spezia                 | La Spezia   | 9º posto in Serie B/B        |
| A.S.D. Villacidro Villgomme   | Villacidro  | 5º posto in Serie B/B        |

### Classifica finale
|  | Pos. | Squadra              | Pt | G  | V  | N | P  | GF  | GS  | DR  |
|  | ---- | -------------------- | -- | -- | -- | - | -- | --- | --- | --- |
|  | 1.   | Grifo Perugia        | 74 | 26 | 24 | 2 | 0  | 101 | 18  | +93 |
|  | 2.   | Siena                | 58 | 26 | 18 | 4 | 4  | 83  | 27  | +56 |
|  | 3.   | Molassana Boero      | 57 | 26 | 17 | 6 | 3  | 68  | 27  | +41 |
|  | 4.   | Sestrese Athletic    | 55 | 26 | 18 | 1 | 7  | 78  | 25  | +53 |
|  | 5.   | Imolese              | 53 | 26 | 17 | 2 | 7  | 76  | 36  | +40 |
|  | 6.   | Foligno              | 44 | 26 | 12 | 8 | 6  | 50  | 36  | +14 |
|  | 7.   | Scalese              | 41 | 26 | 13 | 2 | 11 | 50  | 39  | +11 |
|  | 8.   | Villacidro Villgomme | 35 | 26 | 10 | 5 | 11 | 39  | 43  | -4  |
|  | 9.   | Packcenter Imola     | 34 | 26 | 10 | 4 | 12 | 46  | 54  | -8  |
|  | 10.  | Spezia               | 24 | 26 | 7  | 3 | 16 | 37  | 63  | -26 |
|  | 11.  | Olimpia Vignola      | 17 | 26 | 5  | 2 | 19 | 16  | 67  | -51 |
|  | 12.  | Olimpia Forlì        | 15 | 26 | 5  | 0 | 21 | 24  | 96  | -72 |
|  | 13.  | ANSPI Marsciano      | 11 | 26 | 4  | 0 | 22 | 30  | 102 | -72 |
|  | 14.  | Cagliari             | 5  | 26 | 2  | 1 | 23 | 11  | 76  | -65 |

Legenda:
      Promossa in Serie A 2012-2013
 Ammessa agli spareggi promozione
 Ammessa agli spareggi retrocessione
      Retrocessa in Serie C 2012-2013
Note:
Tre punti a vittoria, uno a pareggio, zero a sconfitta.

### Spareggi retrocessione
|                 | Risultati |                 | Luogo e data            |  |
| --------------- | --------- | --------------- | ----------------------- |  |
| Spezia          | n.d.      | ANSPI Marsciano | [ 5 ]                   |  |
| Olimpia Vignola | 1 - 0     | Olimpia Forlì   | Vignola, 27 maggio 2012 |  |
|                 |           |                 |                         |  |

## Girone D

### Squadre partecipanti
| Club                             | Città              | Stagione 2010-2011          |
| -------------------------------- | ------------------ | --------------------------- |
| A.S.D. C.F. Acese                | Aci Sant'Antonio   | 1º posto in Serie C Sicilia |
| A.C.F.D. Aquile Bagheria         | Palermo            | 1º posto in Serie B/C       |
| A.S.D. Camaleonte Calcio         | Gravina di Catania | 3º posto in Serie B/C       |
| A.S.D.F. Fiano Romano            | Fiano Romano       | 1º posto in Serie C Lazio   |
| A.S.D. Napoli C.F.               | Napoli             | 2º posto in Serie A2/B      |
| A.S.D. Orlandia97 Capo d'Orlando | Capo d'Orlando     | 14º posto in Serie A        |
| A.S.D. Pink Sport Time           | Bari               | 10º posto in Serie A2/B     |
| Pol. Real Cosenza                | Cosenza            | 6º posto in Serie B/C       |
| A.S.D. Real Marsico              | Marsico Nuovo      | 10º posto in Serie B/C      |
| A.S.D. Res Roma                  | Roma               | 2º posto in Serie B/C       |
| A.S.D. Women Civitavecchia F.C.  | Civitavecchia      | 5º posto in Serie B/C       |

### Classifica finale
|  | Pos. | Squadra            | Pt | G  | V  | N | P  | GF | GS | DR  |
|  | ---- | ------------------ | -- | -- | -- | - | -- | -- | -- | --- |
|  | 1.   | Napoli             | 58 | 20 | 19 | 1 | 0  | 73 | 9  | +64 |
|  | 2.   | Res Roma           | 48 | 20 | 15 | 3 | 2  | 42 | 11 | +31 |
|  | 3.   | Orlandia97         | 40 | 20 | 12 | 4 | 4  | 48 | 16 | +32 |
|  | 4.   | Aquile Bagheria    | 37 | 20 | 12 | 1 | 7  | 40 | 30 | +10 |
|  | 5.   | Acese              | 30 | 20 | 9  | 3 | 8  | 44 | 32 | +12 |
|  | 6.   | Real Marsico       | 28 | 20 | 8  | 4 | 8  | 45 | 44 | +1  |
|  | 7.   | Pink Sport Time    | 25 | 20 | 7  | 4 | 9  | 22 | 31 | -9  |
|  | 8.   | Fiano Romano       | 14 | 20 | 4  | 2 | 14 | 30 | 64 | -34 |
|  | 9.   | Wom. Civitavecchia | 13 | 20 | 3  | 4 | 13 | 17 | 47 | -30 |
|  | 10.  | Camaleonte         | 13 | 20 | 3  | 4 | 13 | 16 | 47 | -31 |
|  | 11.  | Real Cosenza       | 8  | 20 | 2  | 2 | 16 | 18 | 64 | -46 |

Legenda:

      Promossa in Serie A 2012-2013
 Ammessa agli spareggi promozione
 Ammessa agli spareggi retrocessione
      Retrocessa in Serie C 2012-2013
Note:

Tre punti a vittoria, uno a pareggio, zero a sconfitta.

### Spareggi retrocessione

#### Semifinali
|                 | Risultati |                    | Luogo e data                     |  |
| --------------- | --------- | ------------------ | -------------------------------- |  |
| Pink Sport Time | n.d.      | Camaleonte         | [ 5 ]                            |  |
| Fiano Romano    | 1 - 2     | Wom. Civitavecchia | Palombara Sabina, 21 maggio 2012 |  |
|                 |           |                    |                                  |  |

#### Finale
|              | Risultati |            | Luogo e data                     |  |
| ------------ | --------- | ---------- | -------------------------------- |  |
| Fiano Romano | 1 - 2     | Camaleonte | Palombara Sabina, 28 maggio 2012 |  |
|              |           |            |                                  |  |

## Spareggi promozione
Accedono agli spareggi le quattro squadre classificate al secondo posto nei rispettivi gironi, che si affrontano in gare uniche in campo neutro secondo il tabellone 2º girone A vs 2º girone B - 2º girone C contro 2º girone D.

### Tabellone
|  | Semifinali     | Semifinali     | Semifinali |       |              | Finale       | Finale | Finale |  |
|  |                |                |            |       |              |              |        |        |  |
|  | Fiamma Monza   | Fiamma Monza   | 3          |       |              |              |        |        |  |
|  | Fiamma Monza   | Fiamma Monza   | 3          |       |              |              |        |        |  |
|  | Südtirol Vintl | Südtirol Vintl | 1          |       |              |              |        |        |  |
|  | Südtirol Vintl | Südtirol Vintl | 1          |       | Fiamma Monza | Fiamma Monza | 0      |        |  |
|  |                |                |            |       | Fiamma Monza | Fiamma Monza | 0      |        |  |
|  |                |                | Siena      | Siena | 1            |              |        |        |  |
|  | Siena (d.t.r.) | Siena (d.t.r.) | Siena      | Siena | 1            | 1 (6)        |        |        |  |
|  | Siena (d.t.r.) | Siena (d.t.r.) |            |       |              |              |        |        |  |
|  | Res Roma       | Res Roma       | 1 (5)      |       |              |              |        |        |  |

### Semifinali
| Arbitro: | Sartori (Este) |

|                                          |           |                |
| Nencioni 14’ Gaburro 21’ Postiglione 63’ | Marcatori | 66’ Pasqualini |

| Arbitro: | Marotta (Sapri) |

|                                                                                          |                      |                                                                                              |
| Marraccini 100’                                                                          | Marcatori            | 103’ Villani                                                                                 |
| Migliorini Patu Pitzus Di Camillo Frizza Ricci Fambrini Ceci Ballotti Marraccini Mazzola | Tiri di rigore 6 – 5 | Nagni Cortelli Villani Lavopa Ceccarelli Fracassi Corradino Biasotto Mancini Pipitone Colini |

### Finale
| Arbitro: | Gualtieri (Asti) |

|  |           |                |
|  | Marcatori | 66’ Migliorini |

## Statistiche

### Classifiche marcatrici

#### Girone A
| Gol | Rigori |  | Giocatore          | Squadra             |
| --- | ------ |  | ------------------ | ------------------- |
| 27  |        |  | Rachele Perobello  | Fortitudo Mozzecane |
| 21  | 4      |  | Deila Boni         | Fortitudo Mozzecane |
| 19  |        |  | Valentina Giacinti | Atalanta            |
| 18  | 4      |  | Valentina De Luca  | Real Meda           |
| 16  |        |  | Mariane Gaburro    | Fiammamonza         |

#### Girone B
| Gol | Rigori |  | Giocatore          | Squadra         |
| --- | ------ |  | ------------------ | --------------- |
| 27  |        |  | Rossella Cavallini | Pordenone       |
| 18  | 3      |  | Stefania Rigatti   | Südtirol Vintl  |
| 18  | 1      |  | Alessandra Tonelli | Südtirol Vintl  |
| 18  | 4      |  | Erika Lisi         | Castelvecchio   |
| 17  | 2      |  | Flora Bonafini     | Valpo Pedemonte |

#### Girone C
| Gol | Rigori |  | Giocatore           | Squadra         |
| --- | ------ |  | ------------------- | --------------- |
| 39  | 6      |  | Jessica Migliorini  | Siena           |
| 38  | 2      |  | Martina Mortolini   | Grifo Perugia   |
| 26  | 8      |  | Serena Coppolino    | Molassana Boero |
| 25  | 1      |  | Selvaggia Palombini | Sestrese        |
| 25  | 1      |  | Simona Cimatti      | Imolese         |

#### Girone D
| Gol | Rigori |  | Giocatore       | Squadra      |
| --- | ------ |  | --------------- | ------------ |
| 21  | 1      |  | Maria Caramia   | Napoli       |
| 21  | 3      |  | Vanessa Nagni   | Res Roma     |
| 20  | 4      |  | Marija Vukčević | Real Marsico |
| 18  |        |  | Valeria Pirone  | Napoli       |
| 16  | 1      |  | Alessia Cianci  | Orlandia 97  |

## Verdetti finali
- Fortitudo Mozzecane, Graphistudio Pordenone, Grifo Perugia, Napoli e Siena promossi in Serie A.
- Juventus Torino, Romagnano, Caprera, San Carlo Pontevi, Vicenza, Net.Uno Venezia Lido, Olimpia Forlì, ANSPI Marsciano, Cagliari, Fiano Romano e Real Cosenza retrocessi in Serie C.